# Рублівка
Рублі́вка — українське село у Черкаському районі Черкаської області, підпорядковане Чигиринській міській громаді. Розташоване за 25 км від центру громади — міста Чигирин. Населення — 30 чоловік.
На північному заході село сусідить з селом Полуднівка, на північному сході з селом Новоселиця, на сході з селом Чмирівка і з селищем Скаржинка на півдні.

## Історія
Село виникло в середині 19 століття на місці лісових вирубок, звідки і походить його назва.
Перед Другою світовою війною місцевий колгосп ім. Чапаєва мав череду овець та свиноферму. У селі мешкало майже 600 осіб, діяла початкова школа, хата-читальня.
У повоєнні роки колгосп було приєднано до полуднівського. На сьогодні господарські та соціальні об'єкти відсутні, автобусне сполучення з центром громади також відсутнє.